# ناتاشا ناتووا
ناتاشا ناتووا (با نام اصلی ناتالی اشمیت)(۸ اوت ۱۹۰۵ – ۷ مارس ۱۹۸۸) یک رقاص در سبک آداجیو زاده روسیه بود که در دهه‌های ۱۹۲۰ و ۱۹۳۰ ستاره وودویل محسوب می‌شد.

## زندگی‌نامه
او در سن پترزبورگ به دنیا آمد اما در جریان انقلاب ۱۹۱۷ همراه با والدینش از روسیه گریخت و در نیس ساکن شد. او در اپرای پاریس تحصیل کرد و به رقص مدرن علاقه‌مند شد. در سال ۱۹۲۳، به عنوان رقاص برجسته در نمایش رِیویو پاریس بی‌پرده، که مجالی برای نمایش استعدادهای خود در کنار خواهران دالی در کافه امباسادور بود، کار کرد و در همان سال در نمایش دیگری به نام نقش‌های موسیقایی در گومون-پالاس به رقص پرداخت.
در سال ۱۹۲۴، پس از انتخاب نام ناتووا، با رقاص فرانسوی ژن میریو (با نام اصلی آنری ژان رائول دلتِی، ۱۸۹۹–۱۹۷۵) همکاری کرد. این دو نفر در کلوب شبانه او کاناری به عنوان تیم رقصنده آداجیو، که ترکیبی از رقص و آکروباتیک بود، فعالیت کردند. آلبرت دو کورویل، امپرساریوی مشهور، آن‌ها را برای اجرای یک نمایش در تئاتر پالادیوم لندن به کار گرفت. این اجرا بسیار موفق بود و مجله بریتانیایی دنیای تئاتر از رقص آن‌ها به عنوان «فوق‌العاده و در سطحی که خارج از باله روسیه به‌ندرت دیده می‌شود» یاد کرد. ناتووا به‌خاطر زیبایی و خلاقیتش مشهور بود و طراحی صحنه و لباس‌هایش را خودش انجام می‌داد، اما خلق‌وخوی آتشینی نیز داشت. او و میریو در نمایش بعدی دو کورویل با نام فراز آسمان در سال ۱۹۲۵، همراه با هنرمندان استرالیایی توتس و لورنا پاوندز حضور یافتند. اما به دلیل اختلافاتی بین ناتووا و خواهران پاوندز، او و میریو نمایش را ترک کردند. آن‌ها در کابارههای لندن اجرا داشتند، جایی که توسط نماینده آمریکایی آژانس ویلیام موریس دیده شدند و برای حضور در نمایش فولیز گرینویچ ویلیج در نیویورک دعوت شدند.

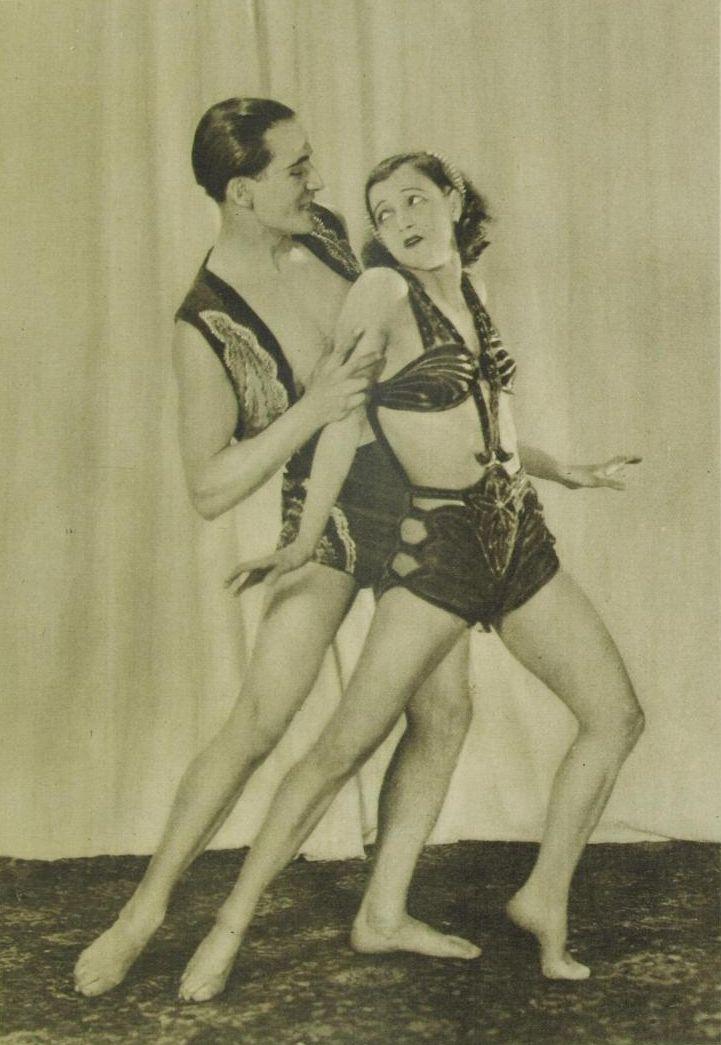
ناتووا و رودیون، ۱۹۲۸

ناتووا و میریو نخستین اجرای خود را در نیویورک در نوامبر ۱۹۲۵ انجام دادند و بلافاصله مورد توجه قرار گرفتند، به‌طوری‌که در بخشی از اجرا، ناتووا از ارتفاع ۱۵ فوتی (حدود ۴٫۵ متر) در دستان میریو می‌پرید. آن‌ها با نمایش به تور رفتند، اما هنگام تمرین یک حرکت جدید، ناتووا سقوط کرد و بینی‌اش شکست. پس از بهبودی، میریو تصمیم به ترک گروه گرفت. ناتووا با جانشینش درگیر شد و در نتیجه از فهرست هنرمندان شرکت تئاتری جونز و گرین حذف شد. او به اجراهای خود ادامه داد و با یک شریک رقص جدید، رودیون گریتزانوو (۱۸۹۶–۱۹۶۸) که زاده روسیه بود، همکاری کرد. آن‌ها از ۱۹۲۶ تا ۱۹۲۸ با عنوان «ناتووا و رودیون» اجرا داشتند. اجرای آن‌ها شامل یک نمایش «بید و شعله» بود که از نظر احساسی و مهارت، رقبای خود را پشت سر گذاشت. بااین‌حال، خلق‌وخوی ناتووا بار دیگر باعث مشکلاتی شد و او درگیر دعاوی حقوقی علیه مدیران و نمایندگانش شد. او همچنین بار دیگر سقوط کرد و مچ پایش شکست، و در نتیجه رودیون نیز تصمیم به ترک همکاری گرفت.
در دوران نقاهت، ناتووا یک اجرای جدید طراحی کرد که در آن، صحنه به شکلی به نظر می‌رسید که گویی یک خط مونتاژ خودکار گروهی از رقاصان مرد را تحویل می‌دهد. او گفت: «من نمایانگر برق هستم. مدتی با هر شریک می‌رقصم و سپس او را به ماشین بازمی‌گردانم.» او به تور وودویل کیت بازگشت و این بار با باب گانژو و یک رقاص مرد دیگر، با عنوان «ناتووا و گروه» روی صحنه رفت. در ادامه، فرد سومی به نام نیکلاس گاکل داکس (۱۸۹۹–۱۹۷۸) به این گروه پیوست؛ او و ناتووا در اکتبر ۱۹۲۸ ازدواج کردند. آن‌ها به اجرای تورهای خود ادامه دادند و در فیلم موزیکال بلند ام‌جی‌ام به نام هالیوود ریویو ۱۹۲۹ ظاهر شدند. در سال ۱۹۳۰، ناتووا همراه با داکس، باب گانژو و برادرش جورج گانژو، یک اجرای «هندسه‌محور» ترتیب داد که بخشی از آن شامل لباس اسکلت نورانی بود. برادران گانژو بعدها گروه خود را با یک برادر دیگر و یک رقاص زن دیگر تشکیل دادند.
در اوج شهرت، ناتووا برای یک مجسمه اثر سرژ یوریه‌ویچ با عنوان رقاصه ناتووا مدل شد که بسیار محبوب و در مقیاس گسترده‌ای بازتولید شد. از سال ۱۹۳۱، ناتووا به‌عنوان یک هنرمند تک‌نفره آداجیو فعالیت کرد و رقص «رقص باد» را معرفی نمود، که در آن «او از یک گلدان بزرگ استفاده می‌کرد که گل‌های بزرگ استیلیزه‌شده‌ای از آن بیرون می‌آمدند. هر شکوفه یک سکوی فلزی محکم بود که ناتووا با شجاعت خیره‌کننده‌ای روی آن‌ها می‌پرید. او در حین پرواز در فضا، روی یک آزالیا عربسک اجرا می‌کرد، روی یک شقایق پیروئت می‌زد و روی یک لاله روی نوک انگشتانش می‌ایستاد.»
اجرای او در قالب یک نمایش تئاتری قرار گرفت که تا سال ۱۹۳۲ در تور بود. پس از یک تور اروپایی، او در ۱۹۳۴ به نیویورک بازگشت و اجرایی را ارائه کرد که شامل رقصی با این مضمون بود که «چه اتفاقی می‌افتد اگر یک مخترع شیطانی یک پرتو رادیویی بسازد که بتواند افکار انسان‌ها را کنترل کند.» به نظر می‌رسد که آخرین اجراهای او در سال ۱۹۳۵ در رادیو سیتی موزیک هال بوده، جایی که او به‌عنوان بخشی از یک گروه سه‌نفره آداجیو و همچنین همراه با یک گروه از رقاصان مرد، از جمله داکس، به اجرا پرداخت.
ناتووا پیش از ۱۹۴۰ از دنیای اجرا کناره‌گیری کرد و همراه با داکس در نیویورک زندگی می‌کرد. آن‌ها بعدها از یکدیگر جدا شدند. در دهه ۱۹۵۰، او به لس آنجلس نقل‌مکان کرد و در آنجا (با نام ناتالی داکس) در فعالیت‌های هنری و صنایع‌دستی مشارکت داشت. او در سال ۱۹۸۸ در پاسادینا، در سن ۸۲ سالگی درگذشت.